# Antoine Porcel
Antoine Porcel (ur. 17 grudnia 1937 w Oranie, zm. 22 marca 2014 w Saint-Julien-en-Genevois) – francuski bokser pochodzenia algierskiego, uczestnik igrzysk olimpijskich w Rzymie.

## Kariera amatorska
Porcel w 1960 r. reprezentował Francję na igrzyskach olimpijskich, które odbywały się w Rzymie. Rywalizujący w kategorii muszej (51 kg.), Porcel odpadł w 1/8 finału, przegrywając z Siergiejem Siwko. W poprzedniej walce pokonał na punkty Ralpha Knoesena. Rok później Porcel był uczestnikiem rozgrywanych w Belgradzie mistrzostw Europy. Francuz odpadł przed ćwierćfinałem, przegrywając z reprezentantem NRD Ottonem Babiaschem.
Porcel był mistrzem Francji w roku 1960 i 1961. Mistrzostwa zdobywał w kategorii muszej (51 kg.)

## Kariera zawodowa
Porcel był aktywnym zawodowcem w latach 1963 - 1973. Na zawodowym ringu stoczył 61. pojedynków, 26. z nich wygrywając. Dwukrotnie zdobywał mistrzostwo Francji w kategorii koguciej.